# Balqis Sidawi
Pour les articles homonymes, voir Sidaoui.
Balqis Sidawi (arabe : بلقيس صيداوي), née en 1935 dans la ville de Nabatieh, au Liban, est une écrivaine et poétesse libanaise.
Sidawi a étudié dans les écoles bibliques de Nabatieh, puis à l'école évangélique américaine de Beyrouth. Elle a ensuite étudié à l'école communautaire de Beyrouth, où elle a obtenu un diplôme en littérature arabe. Sidawi a vécu un certain nombre d'années à Freetown, en Sierra Leone, avant de retourner au Liban.
Elle a écrit un nombre de Diwan, notamment Whispers from Saba (1998), Damua Sings (1998), Buqaya and Zul (1998). Elle a une pièce poétique intitulée Ray Me in the jungle (1998), et un travail de recherche intitulé Marie Khoury. Balqis a participé à plusieurs festivals de poésie au Liban et a écrit l'hymne officiel de la défense civile libanaise. Elle a également lu ses poèmes à la radio et à la télévision libanaises,.